# Gen-Y Cops
Série
Gen-X Cops
(1999)
Pour plus de détails, voir Fiche technique et Distribution.
Gen-Y Cops est un film hongkongais réalisé par Benny Chan, sorti le 14 décembre 2000. C'est la suite du film Gen-X Cops, sorti en 1999.

## Synopsis
Un robot américain ultra perfectionné est volé durant une exposition à Hong Kong. Match, Alien et Edison sont chargés de le récupérer.

## Fiche technique
- Titre : Gen-Y Cops
- Titre original : Tejing xinrenlei 2 (特警新人類２)
- Réalisation : Benny Chan
- Scénario : Felix Chong et Bey Logan
- Production : Benny Chan, John Chong et Thomas Chung
- Musique : Peter Kam
- Photographie : Arthur Wong
- Montage : Cheung Ka-Fai
- Pays d'origine : Hong Kong
- Format : Couleurs - 1,85:1 - Dolby Digital - 35 mm
- Genre : Action
- Durée : 110 minutes
- Date de sortie :
  - 14 décembre 2000 (Hong Kong)
  - 23 février 2002 sur Sci Fi Channel

## Distribution
- Stephen Fung : Match
- Sam Lee : Alien
- Edison Chen : Edison
- Christy Chung : Inspecteur Chung
- Anthony Wong : Dr Tang
- Eric Kot (en) : Dr Lai
- Johnnie Guy : Dr Cameron
- Richard Sun : Kurt Lee
- Dirk Rommeswinkel : Donovan
- Mark Hicks : Ross Tucker
- Paul Rudd : Ian Curtis
- Maggie Q : Jane Quigley
- Raymond Lee : Vendeur de fruits de mer

## À noter
- Notons une courte apparition du réalisateur Lee Lik-chi dans le rôle d'un chauffeur de taxi, et celle du comédien Vincent Kok dans le rôle du Dr Wang.

## Récompenses et distinctions
- Nomination au prix du meilleur acteur débutant (Edison Chen), meilleures chorégraphies (Li Chung-Chi), meilleurs costumes et maquillages et meilleur mixage (Tsang King-Cheung), lors des Hong Kong Film Awards 2001.